# Mestosoma albipes
Mestosoma albipes är en mångfotingart som först beskrevs av Karl Wilhelm Verhoeff 1941.  Mestosoma albipes ingår i släktet Mestosoma och familjen orangeridubbelfotingar. Inga underarter finns listade i Catalogue of Life.